# Goresztnici
Goresztnici, Goreszlaci, Czureci, Błysyci, Germanowci, Luta (bułg. Горещници, Горѐшляци, Чу̀реци, Блъ̀съци, Гѐрмановци, Лю̀та) – okres trzech dni (28–30 lipca) w bułgarskim kalendarzu, obchodzony na cześć ognia, głównie dla ochrony przed ogniem.
Wschodni Kościół prawosławny w tych dniach wspomina męczenników: Kirika i Julitę (28 lipca), Antinogena i Julię-dziewicę (29 lipca) oraz św. Marinę (30 lipca).
Po zmianie z kalendarza juliańskiego na kalendarz gregoriański okres trwał w dniach 15–17 lipca. Obyczaj ten obchodzony jest w całej Bułgarii, lecz pod różnymi nazwami. Według powszechnej opinii Goresztnici są najgorętszymi dniami w roku. W tym czasie zabrania się jakiejkolwiek pracy polowej lub domowej, ponieważ uważa się, że w przeciwnym razie dojdzie do pożaru domu lub dworu. Uważa się, że fundamenty lub pozostawione snopy siana zapalają się samoistnie, przez zstąpienie ognia z nieba. Zabronione jest wynoszenie ognia poza dom; szczególnie w pierwszym i ostatnim dniu Goresztnici.
W regionie sofijskim istnieją wróżby odnośnie do tego, jaka będzie pogoda w nowym roku. Styczeń, luty i marzec odpowiadają trzem dniom Goresztnici, i tak jeśli dzień będzie ciepły, to i dany miesiąc także, jeśli dzień będzie zimny – zapowiadane będą chłód i śnieżyce.
W regionie wełeskim swoje święto w tych dniach mają rzemieślnicy, których profesje są związane z ogniem. W tych dniach ludzie chętnie kąpią się w leczniczych źródłach, ponieważ wierzą, że ich siła uzdrawiająca jest znacznie większa.
Dawniej pierwszego dnia wieczorem gaszono ogień we wszystkich paleniskach, w drugim dniu nie palono go w ogóle, a w trzecim wzniecano ponownie żywy ogień. Wiąże się to z przekonaniem, że w tym dniu z nieba spada ogień, a św. Marina jest panią ognia.